# Angie Tribeca
Angie Tribeca es una serie de televisión de comedia de situación policial estadounidense, creada por Steve Carell y Nancy Walls Carell. La serie, una sátira de las muestras procesales policiales, cuenta con la estrella Rashida Jones como la detective de policía Angie Tribeca. También la protagonizan Hayes MacArthur, Jere Burns, Deon Cole y Andrée Vermeulen en los papeles secundarios. La serie fue estrenada en una maratón de 25 horas de 10 episodios entre el 17 y el 18 de enero de 2016.
El 9 de mayo de 2019, la serie fue cancelada después de cuatro temporadas.

## Argumento
La serie trata sobre Angie Tribeca, una veterana de 10 años de la élite del Departamento de Policía de Los Ángeles RHCU (Unidad de Delitos Realmente Atroces).

## Desarrollo y producción
La serie fue anunciada por TBS a mediados de 2014 con una orden de diez episodios. La serie fue anunciada como "...una parodia hilarante de los procedimientos policiales, al estilo de Police Squad!". Unos cuantos gags presentados en el preestreno fueron muy similares a la serie de televisión clásica de sátira policial, Sledge Hammer!.

Originalmente se pretendió estrenar la serie a fines del 2015. En noviembre de 2015, se anunció que la primera temporada de 10 episodios se estrenaría ininterrumpidamente en la cadena y sería lanzada a través del vídeo bajo demanda empezando el 17 de enero de 2016.
Angie Tribeca se estrenó en una maratón de diez episodios de 25 horas el 17-18 de enero de 2016.
Una segunda temporada de otros diez episodios fue anunciada, siendo estrenada el 6 de junio de 2016.
El 6 de julio de 2016, TBS renovó la serie para una tercera temporada, que se estrenó el 10 de abril de 2017. Todos los episodios de la cuarta temporada se estrenaron entre el 29 y 30 de diciembre de 2018, añadiendo Bobby Cannavale al reparto.

## Reparto

### Principales
- Rashida Jones como Angie Tribeca[14]
- Hayes MacArthur como Jay Geils (en el piloto original, este personaje aparentemente encuentra su fin en un accidente fatal; el piloto fue reescrito y MacArthur fue añadido a la serie como regular)[15]
- Jere Burns como Lugarteniente Pritikin "Chet" Atkins, el jefe de Angie[16]
- Deon Cole como DJ Tanner
- Andrée Vermeulen como Dr. Monica Scholls, la examinadora médica[17]

### Reparto secundario
- Jagger como David Hoffman, socio canino de Tanner
- Alfred Molina como Dr. Edelweiss, científico experto

### Estrellas invitadas
- Nancy Walls Carell como la Señora Perry ("Piloto")
- Gary Cole como Profesor Everett ("Piloto")
- Matthew Glave como Mayor Joe Perry ("Piloto")
- Lisa Kudrow como Monica Vivarquar ("Piloto")
- James Franco como Sgt. Eddie Pepper ("The Wedding Planner Did It")[18]
- Adam Scott como Cirujano ("The Wedding Planner Did It")[19]
- Gillian Vigman como Jean Naté ("The Wedding Planner Did It")
- Sarah Chalke como Señora Parsons ("The Famous Ventriloquist Did It")
- Jeff Dunham como Fisher Price ("The Famous Ventriloquist Did It).[20]
- John Michael Higgins como Dr. Zaius y Randy Zaius ("Thumb Affair")
- Amy Smart como Stacy el Whore ("Comissioner Bigfish")
- David Koechner como Comisario Policial Niles J. Bigfish ("Commissioner Bigfish")
- Kerri Kenney-Plata como Agente Especial Laurie Perdiz, Pez y División de Juego, Fuerza de Tarea del Roedor ("Ferret Royale")
- Keegan-Michael Key como Helmut Fröntbüt ("Ferret Royale")
- Bill Murray cuando Vic Deakins ("Tribeca's Day Off")[21]
- Cecily Fuerte como Samantha Stevens ("Tribeca's Day Off")[22]
- Laura Bell Bundy como Vivian Tribeca ("Murder in the First Class")
- Gene Simmons como él ("Inside Man")
- Danny Trejo como él mismo ("Inside Man")
- John Gemberling como Barista ("The One with the Bomb")
- Ryan Hansen como Wilson Phillips ("The One with the Bomb")

El piloto también incluye apariciones de Quincy Jones y Peggy Lipton (padres de Rashida Jones) como los padres de Angie.

## Temporadas
| Temporada | Temporada | Episodios | Episodios | Emisión original        | Emisión original        |
| Temporada | Temporada | Episodios | Episodios | Primera emisión         | Última emisión          |
| --------- | --------- | --------- | --------- | ----------------------- | ----------------------- |
|           | 1         | 10        | 10        | 17 de enero de 2016     | 18 de enero de 2016     |
|           | 2         | 10        | 10        | 6 de junio de 2016      | 8 de agosto de 2016     |
|           | 3         | 10        | 10        | 10 de abril de 2017     | 12 de junio de 2017     |
|           | 4         | 10        | 10        | 29 de diciembre de 2018 | 30 de diciembre de 2018 |

## Recepción
La serie ha recibido respuestas positivas de los críticos. En Metacritic, alcanza un índice de 78/100 basado en 15 valoraciones. En Rotten Tomatoes, alcanza un índice de aprobación "fresco" de 89% basado en 38 valoraciones, con una puntuación media de 7,7/10. El consenso crítico dice: "Angie Tribeca tiene una mezcla única de ingenio agudo y gran humor – y la diversión obvia del talentoso reparto – consigue una consistente, absurdamentente encantadora parodia de las historias procedimentales".